# Molnár Sándor (író)
Molnár Sándor (Szatmárcseke, 1895. június 12. – Arad, 1960. március 17.) munkásköltő, -író, szerkesztő, műfordító.

## Életútja
Csupán két elemi osztályt végzett szülőfalujában. A magyar kommün bukása után politikai menekültként telepedett le 1919-ben Petrozsényban, ahol mint csillés bányász kapott alkalmazást. Itt Evien-Eisler Eugen tisztviselő barátjával közösen szerkesztette az Erdélyi könyv c. antológiát (1923) s a Zsilvölgyi Napló c. társadalmi és szépirodalmi lapot (1924–40). Az Antonescu-diktatúra idején kereskedelmi utazó Aradon, ahol a diktatúra bukása után a Szabadság c. napilap egyik szerkesztője (1945–48). Ezután könyvárusító, 1958-tól biztosítási ügynök.

## Munkássága
Szinte évről évre jelentek meg verseskötetei bányász-korában; mint aradi szerkesztő, egyben műfordító is: Gheorghe V. Haiduc román íróval közösen jelentette meg A gondolat virágai c. gyűjteményt, mely Eminescutól Beniucig negyven román szonett magyar fordítását tartalmazta ezzel az ajánlással: ,,...elismerés mindazoknak, akik a népek testvériségének ügyét szolgálják."
Kalendáriumot is kiadtak A testvériség naptára (Arad, 1946) címmel. Kézirataiban több versformába ültetett népmeséje szerepelt, ezek kedvéért állított össze rímlexikont, 300 szónak adva meg a megillető rímet.

## Verskötetei
- Vágyak szigetén (Petrozsény, 1920)
- Könnyes zsoltárok. Új versek (Petrozsény, 1922)
- Új tavaszvárás (Kolozsvár, 1924)
- Ilyen a szívem (Arad, 1926)
- Tisztaság himnuszai (Petrozsény, 1926)
- Erdély országútján (Petrozsény, 1927)
- Álarc nélkül. Molnár Sándor új versei (Tîrgu Jiu, 1932)
- Igaz balladák (Petrozsény, 1934)
- Szabadság lobogója alatt (Arad, 1946)

## Prózakötetei
- Vallomások könyve (önéletrajz, novellák, Hátszeg, 1941)
- Az író naplója (Arad, 1945)
- Két szív egy keringőben (kisregény, Arad, 1945)